# Poimenesperus callimus
Poimenesperus callimus là một loài bọ cánh cứng trong họ Cerambycidae.